# Duras (Francja)
Duras – miejscowość i gmina we Francji, w regionie Nowa Akwitania, w departamencie Lot i Garonna.
Według danych na rok 1990 gminę zamieszkiwało 1200 osób, a gęstość zaludnienia wynosiła 59 osób/km² (wśród 2290 gmin Akwitanii Duras plasuje się na 360. miejscu pod względem liczby ludności, natomiast pod względem powierzchni na miejscu 517).

## Współpraca
Miejscowość partnerska:
- Sint-Truiden, Belgia